# Hubert Schwarz (Skisportler)
Hubert Schwarz (* 13. September 1960 in Oberaudorf) ist ein ehemaliger deutscher Skisportler, der in der Nordischen Kombination und im Skispringen erfolgreich war.

## Werdegang
Schwarz begann mit dem Schwerpunkt Skispringen seine internationale Karriere. So gab er sein Debüt bei der Vierschanzentournee 1977/78. Mit Rang 21 in Oberstdorf auf der Schattenbergschanze landete er auf Anhieb auf einem guten Platz im Mittelfeld. Es wurde die beste Platzierung der Tournee, die er auf dem 28. Platz der Tournee-Gesamtwertung beendete. Es war damit auch in der Folge seine erfolgreichste Karriere. Am 13. August gelang ihm am Kaelberstein bei Berchtesgaden ein bemerkenswerter Sieg in einem internationalen Mattenspringen gegen die fast komplett angetretene österreichische Elite.

Bei der Vierschanzentournee 1978/79 landete er nur auf Rang 65 der Gesamtwertung. Dabei erreichte er jedoch mit Rang 17 in Oberstdorf das beste Einzelergebnis.
1979 gewann er seinen ersten Deutschen Meistertitel. Bei den Nordischen Junioren-Skiweltmeisterschaften 1979 in Mt. St. Anne startete er erstmals als Nordischer Kombinierer und gewann im Einzel die Bronzemedaille.
Zur Saison 1979/80 gab Schwarz im Rahmen der Vierschanzentournee 1979/80 am 30. Dezember 1979 sein Debüt im Skisprung-Weltcup. Nach nur zwei Springen lag er am Ende der Tournee auf Rang 73 der Gesamtwertung.
Bei den Olympischen Winterspielen 1980 in Lake Placid startete Schwarz im Springen sowie in der Kombination. Nachdem er im Skispringen von Normal- und Großschanze nur auf den Plätzen 25 und 41 landete, beendete er das Kombinations-Einzel auf Rang neun. Nur wenige Tage nach den Spielen startete er bei den Junioren-Weltmeisterschaften 1980 im schwedischen Örnsköldsvik erneut in der Kombination und sicherte sich dabei im Einzel die Goldmedaille.
Am 30. Dezember 1980 sprang er das letzte Mal bei einem Weltcup-Springen und gewann dabei als 11. noch einmal fünf Weltcup-Punkte, mit denen er die Saison auf Rang 70 beenden konnte. Zudem erreichte er dabei sein bestes Skisprung-Weltcup-Einzelergebnis der Karriere. In der Folge konzentrierte er sich schwerpunktmäßig nur noch auf die Kombination.
Bei den Nordischen Skiweltmeisterschaften 1982 in Oslo verpasste er mit der Mannschaft als Vierter nur knapp seine erste Weltmeisterschaftsmedaille. Am 29. Dezember 1983 gab er in Oberwiesenthal sein Debüt im Weltcup der Nordischen Kombination. Mit Rang 11 bewies er damit auf Anhieb sein Können und gewann erste Weltcup-Punkte. Im Januar 1984 gelang ihm in Schonach im Schwarzwald als Sechster erstmals ein Top-10-Ergebnis. Bei den Nordischen Skiweltmeisterschaften 1984 in Rovaniemi erreichte er mit dem Team den fünften Rang. Bei den Olympischen Winterspielen 1984 in Sarajevo belegte er Rang 24 im Einzel.
Zu Beginn der Saison 1984/85 erreichte er in Planica mit Rang zwei sein erstes Weltcup-Podium. Auch in St. Moritz und im Januar in Schonach stand er auf dem Podium. Bei den Nordischen Skiweltmeisterschaften 1985 in Seefeld in Tirol gewann er überraschend mit Thomas Müller und Hermann Weinbuch die Goldmedaille im Teamwettbewerb. Nach weiteren guten Ergebnissen beendete er seine erfolgreichste Weltcup-Saison am Ende auf dem dritten Gesamtrang.
In der Saison 1985/86 gelang Schwarz die Fortsetzung seiner Erfolgsserie nicht. Erst beim letzten Weltcup der Saison erreichte er in Štrbské Pleso noch einmal das Podium. Im Januar 1987 gelang ihm in Schonach der erste und einzige Sieg in seiner Karriere.
Sein größter sportlicher Erfolg gelang ihm ein gutes Jahr später bei den Olympischen Spielen 1988 in Calgary, als er zusammen mit Hans-Peter Pohl und Thomas Müller die Goldmedaille mit der Staffel gewann. Im Einzel konnte er mit seinen mittlerweile 27 Jahren nur Rang 13 erreichen. Den letzten Weltcup der Saison in Oslo beendete er auf Rang 14. Noch im gleichen Jahr errang er auch zum zweiten Mal den nationalen Einzeltitel in der Kombination.
Bei seinen drei letzten Weltcups im Rahmen der Saison 1988/89 gelang ihm nur noch ein zehnter Platz. Nach der Saison, die er als 22. der Gesamtwertung abschloss, beendete er seine aktive Karriere.
Für seine sportlichen Leistungen erhielt er das Silberne Lorbeerblatt.
Schwarz studierte nach seinem Karriereende von 1990 bis 1994 Betriebswirtschaftslehre. Anschließend übernahm er als Geschäftsführer den Finanzbereich der DSV Verwaltungs GmbH, einer Gesellschaft des Deutschen Skiverbands. Zuletzt war er bis 2025 Geschäftsführer der DSV Leistungssport GmbH und Sprecher des Vorstands des DSV. Ihm folgte Andreas Schlütter nach.
In der Freizeit spielte der bis 1990 als Zeitsoldat verpflichtete Schwarz Fußball in der Kreisliga.

## Erfolge

### Skispringen

#### Weltcup-Platzierungen
| Saison  | Platz | Punkte |
| ------- | ----- | ------ |
| 1979/80 | 38.   | 23     |
| 1980/81 | 70.   | 05     |

#### Vierschanzentournee-Platzierungen
| Saison  | Platz | Punkte |
| ------- | ----- | ------ |
| 1977/78 | 28.   | 626,2  |
| 1978/79 | 62.   | 458,5  |
| 1979/80 | 73.   | 416,4  |
| 1980/81 | 90.   | 232,4  |

### Nordische Kombination

#### Weltcup-Statistik
Die Tabelle zeigt die erreichten Platzierungen im Einzelnen.
- Platz 1.–3.: Anzahl der Podiumsplatzierungen
- Top 10: Anzahl der Platzierungen unter den ersten zehn
- Punkteränge: Anzahl der Platzierungen innerhalb der Punkteränge
- Starts: Anzahl gelaufener Rennen in der jeweiligen Disziplin

| Platzierung         | Einzel a | Sprint | Massenstart | Team   | Team    | Gesamt |
| Platzierung         | Einzel a | Sprint | Massenstart | Sprint | Staffel | Gesamt |
| ------------------- | -------- | ------ | ----------- | ------ | ------- | ------ |
| 1. Platz            | 1        |        |             |        |         | 1      |
| 2. Platz            | 3        |        |             |        |         | 3      |
| 3. Platz            | 2        |        |             |        |         | 2      |
| Top 10              | 23       |        |             |        |         | 23     |
| Punkteränge         | 28       |        |             |        |         | 28     |
| Starts              | 28       |        |             |        |         | 28     |
| Stand: Karriereende |          |        |             |        |         |        |